# Babilonia (Chiapas)
Babilonia es una localidad del estado mexicano de Chiapas. Es parte del municipio de Palenque.

## Demografía
| Gráfica de evolución demográfica |
|                                  |

| Censo | Población |
| ----- | --------- |
| 1970  | 203       |
| 1980  | 337       |
| 1990  | 548       |
| 2000  | 532       |
| 2010  | 726       |
| 2020  | 1 014     |